# Ala-Tsumba
Ala-Tsumba – wieś w Estonii, w prowincji Võru, w gminie Meremäe.